# Фабиан Делф
Фабиан Делф (на английски: Fabian Delph, роден 21 ноември 1989 г.) е бивш английски професионален футболист, играещ като полузащитник или ляв бек. 
Делф започва кариерата си през 2006 г. в отбора на Лийдс Юнайтед. През 2009 г. е трансфериран в Астън Вила. През сезон 2015-16 подписва договор с Манчестър Сити, а през лятото на 2019 г. се присъединява към състава на Евертън.

## Постижения
Астън Вила
- Купа на Футболната лига финалист: 2009-10
- ФА Къп финалист: 2014-15

Манчестър Сити
- Английска висша лига: 2017-18, 2018-19
- Купа на Футболната лига: 2015-16, 2017-18, 2018-19

- ФА Къп: 2018-19

Англия
- Лига на нациите на УЕФА трето място: 2018-19